# Felipe del Corral
Felipe del Corral (Valencia, ... – ...; fl. XVIII secolo) è stato uno scultore spagnolo.

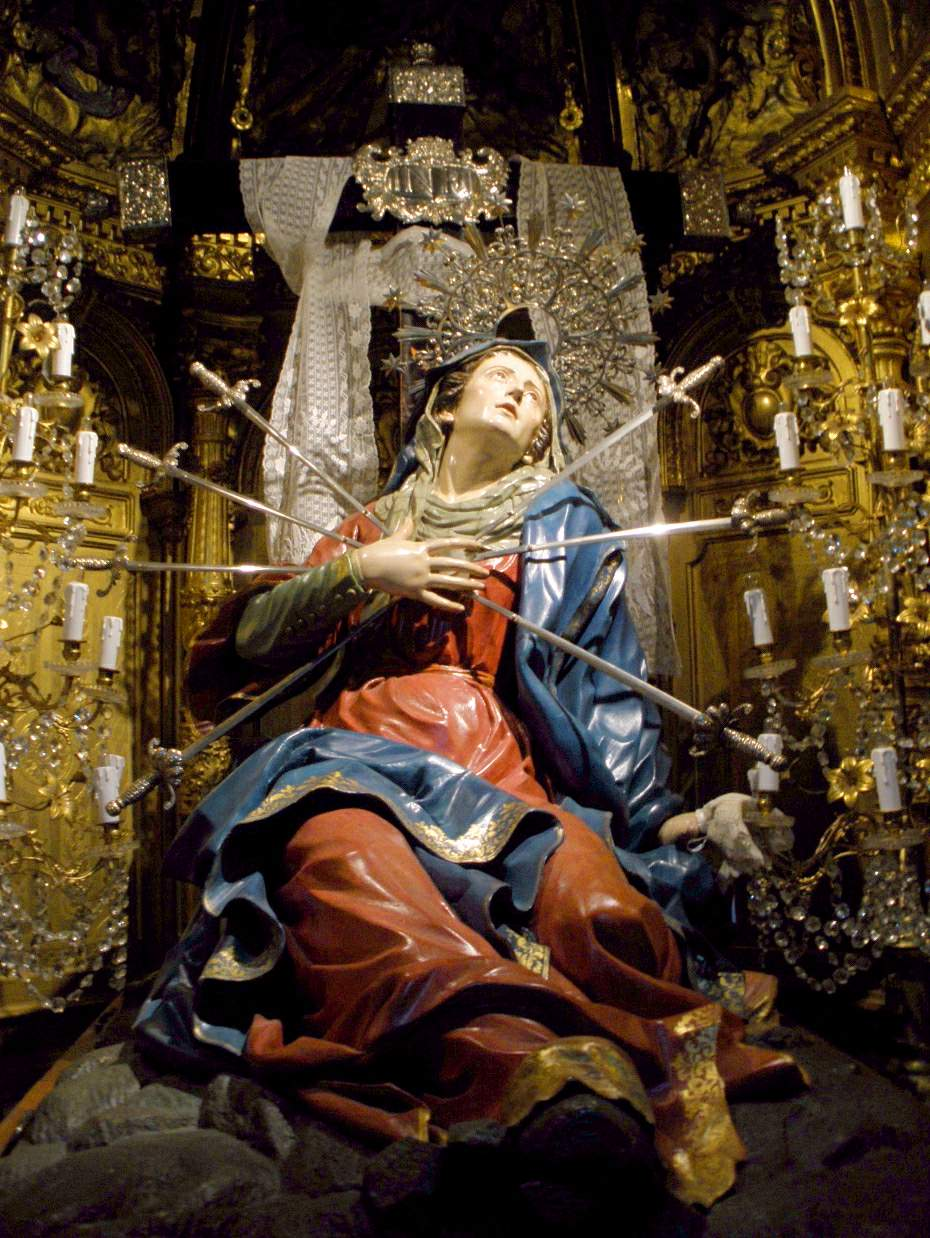
Maria Addolorata della Vera Cruz di Salamanca

La sua attività artistica si sviluppa nella prima metà del XVIII secolo dove si occupa di scultura religiosa e profana, intaglio del legno e scultura in pietra. Ha lavorato alla decorazione del Palazzo reale di Madrid, realizzando molte delle figure dei re di Spagna che decorano la Plaza de Oriente.

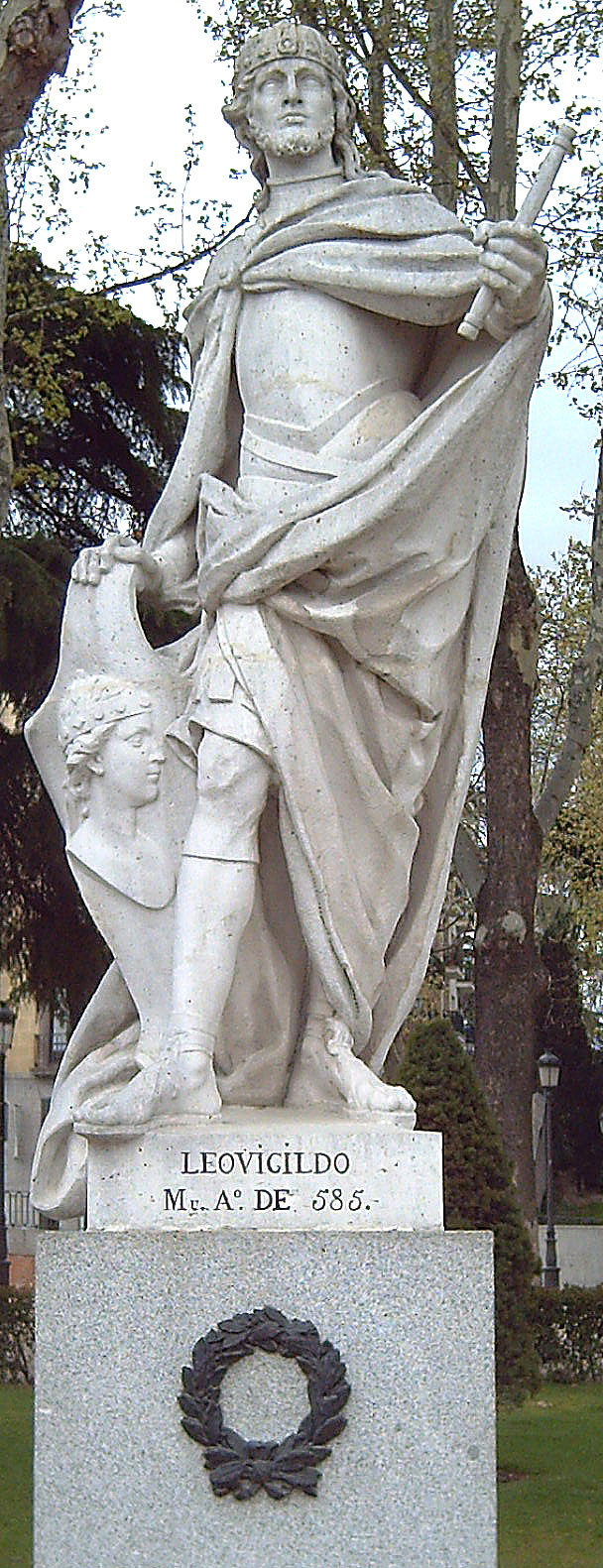
Scultura di Leovigildo davanti al Palazzo Reale di Madrid

## Opere
Corral realizza una magnifica immagine scolpita nel legno di Maria Addolorata per la Confraternita di Vera Cruz di Salamanca, documentata intorno al 1712.
Tra le sue opere in pietra si possono evidenziare le sculture di San Francisco de Borja, San Giovanni Battista, San Luis Bertrán e San Giovanni Evangelista della Chiesa di Santos Juanes a Valencia, realizzate in collaborazione con lo scultore Leonardo Julio Capuz. 
Anche le sculture dei re Leovigildo e Alfonso VI di León e Castiglia in Plaza de Oriente a Madrid, realizzate tra il 1750 e il 1753, sono di Corral.